# Ребека Уайлд
Ребека Уайлд (на английски: Rebecca Wild) е американска порнографска актриса, родена на 4 април 1972 г. в град Кълъмбъс, щата Охайо, САЩ.

## Награди и номинации
- 1997: Venus награда за най-добра актриса в САЩ.[2]